# マドカズラ

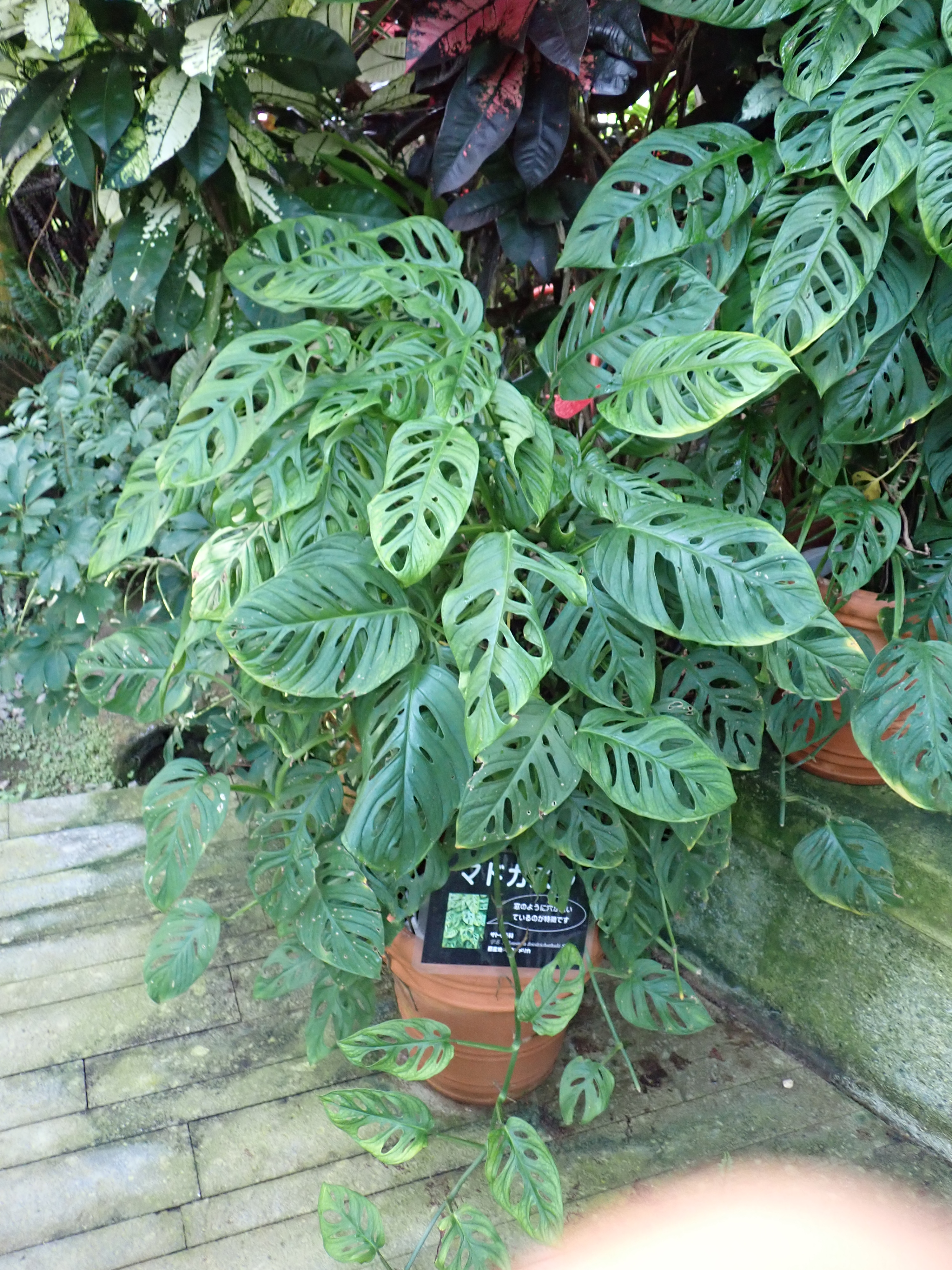
マドカズラ（2024年11月 兵庫県立フラワーセンター）

マドカズラ（窓葛、学名：Monstera adansonii subsp. laniata）はサトイモ科のつる植物。

## 特徴
茎はつる性でよく伸び、成株では4–6 mに達することもある。茎に生じる気根は2型があり、節間に生じる気根は短く、他の物へ付着し、節に生じる気根は長く伸びて養分吸収を行う。葉は楕円形～卵形で長さ20–30 cm、幅7–10 cm。葉は左右非対称で、主脈は中央より少し偏る。葉縁に切れ込みは入らず全縁、表面に窓のように楕円形の大小の穴があく。葉肉はやや厚く、葉脈や穿孔部の凹凸が目立つ。葉柄は淡緑色で短く、全長の4/5くらいが鞘状。

## 分類
YListではマドカズラの学名をMonstera friedrichsthaliiとしている。日本インドア・グリーン協会（2020）はM. adansoniiをオオマドカズラ、M. adansoniiの変種var. laniata（=M. friedrichsthalii）をマドカズラと分けている。POWOはM. friedrichsthaliiとM. adansonii var. laniataをM. adansonii subsp. laniataのシノニムとしている。本記事においては、和名は日本インドア・グリーン協会（2020）に、学名はPOWOにそれぞれ従う。

## 分布
M. friedrichsthaliiとされていた亜種subsp. laniataは中米コスタリカ原産と記されるが、POWOはより広範囲のニカラグア～ブラジル北部・ペルー・ボリビアを分布域に含む。M. adansoniiの種全体としては、さらにブラジル南部までと西インド諸島のウィンドワード諸島、リーワード諸島を分布域に含み、プエルトリコへは移入とする。

## 利用
観葉植物として用いられる。春から秋は戸外の半日陰、冬は室内の窓際などの明るめの場所に置くと良い。寒さに強く、室内なら冬越しは容易。繁殖は挿し木による。